# Crossopetalum oxyphyllum
Crossopetalum oxyphyllum är en benvedsväxtart som först beskrevs av Blake, och fick sitt nu gällande namn av Lundell. Crossopetalum oxyphyllum ingår i släktet Crossopetalum och familjen Celastraceae. Inga underarter finns listade.